# 6일 전역
6일 전역(Campagne des Six-Jours, 1814년 2월 10일~2월 14일)은 나폴레옹 보나파르트가 이끄는 군대가 제6차 대프랑스 동맹군을 상대로 파리가 점령당하기 전까지 벌인 마지막 일련의 승리를 말한다.
황제는 100만에 달하는 동맹군대의 절반에도 못미치는 겨우 70,000명의 군대를 이끌고 전면에 나섰고, 동맹의 몇 개의 주요 군대의 사령관은 야전 원수 게프하르트 레베레히트 폰 블뤼허, 야전 원수 카를 필리프 추 슈바르첸베르크 공작의 지휘를 받으며 다가오고 있었다.
6일 전역은 2월 10일부터 14일에 걸쳐 일어나 샹포베르 전투, 몽미라일 전투, 샤토티에리 전투, 보샹 전투에서 블뤼허 군대는 4번의 주요 패배를 겪었다. 나폴레옹은 12만명의 블뤼허 군대를 자신의 3만명의 군대로 격파해 적에게 17,750명의 부상자를 주었다. 최근의 역사학자와 열광자들은 6일은 황제의 우수한 전역이라고 평가했다.
그러나 황제의 승리는 전체적인 전략적 그림에 어떤 찬스를 만드는데는 충분히 중요하지 않았고, 슈바르첸베레크의 거대한 군대가 서서히 파리를 위협하자 결국 마지막 행진을 끝마치게 되었다.

## 전투와 전역
- 샹포베르 전투(1814년 2월 10일)-러시아군은 사상자 4,000명이 나오고 올수피에프 장군이 포로로 잡힌다. 프랑스군은 거의 200명 정도의 사상자가 나왔다[1].
- 몽미라일 전투(1814년 2월 11일)-동맹군은 사상자 4,000명을 내고, 프랑스군은 사상자 2,000명을 냈다[1].
- 샤토티에리 전투(1814년 2월 12일)-프로이센군 1,250명, 러시아군 1,500명이 사상자가 나왔고, 9문의 대포를 잃었다. 프랑군은 대략 사상자 600명이 나왔다[1].
- 보샹 전투(1814년 2월 14일) 프로이센군은 사상자 7,000명과 대포 16문을 잃었고, 프랑스군은 대략 사상자 600명이 나왔다[1].